# Micromyrtus
Micromyrtus är ett släkte av myrtenväxter. Micromyrtus ingår i familjen myrtenväxter.

## Bildgalleri

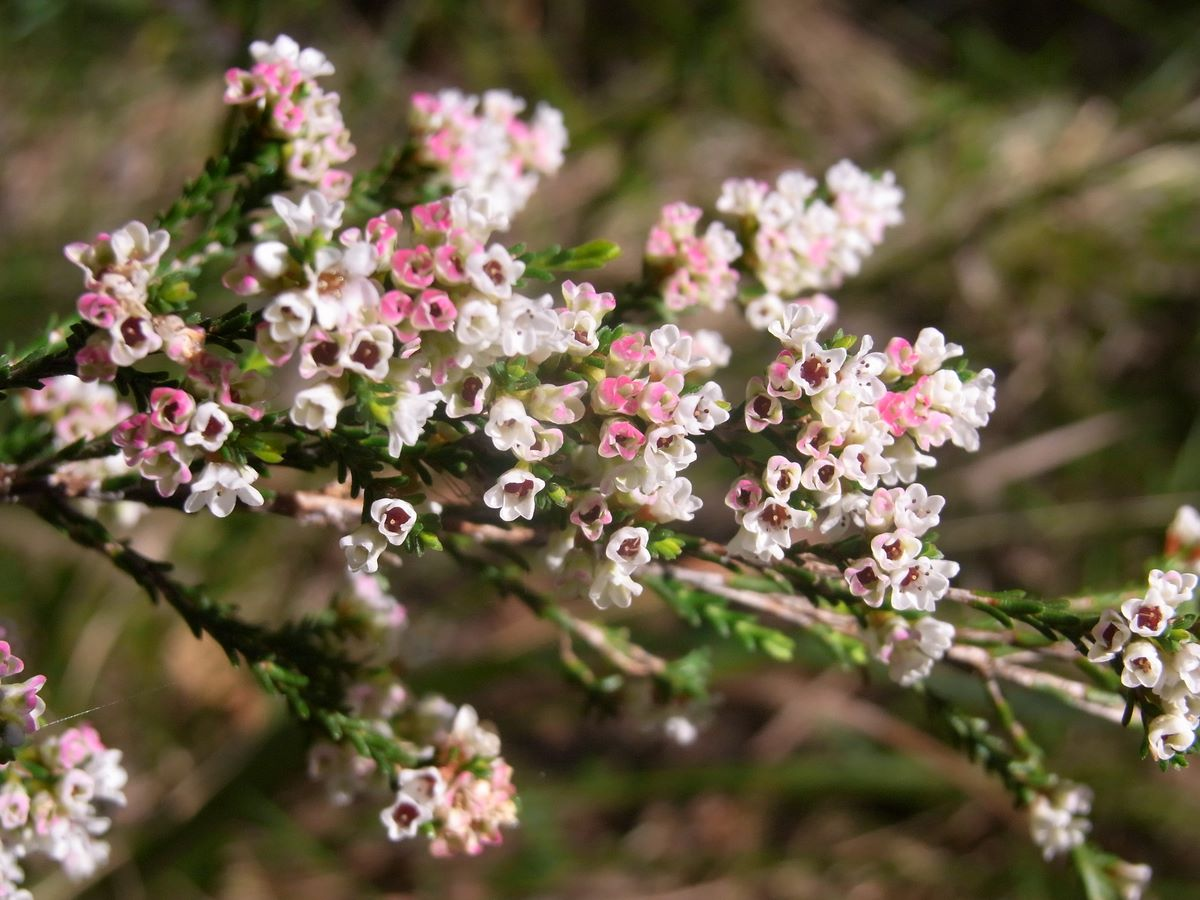
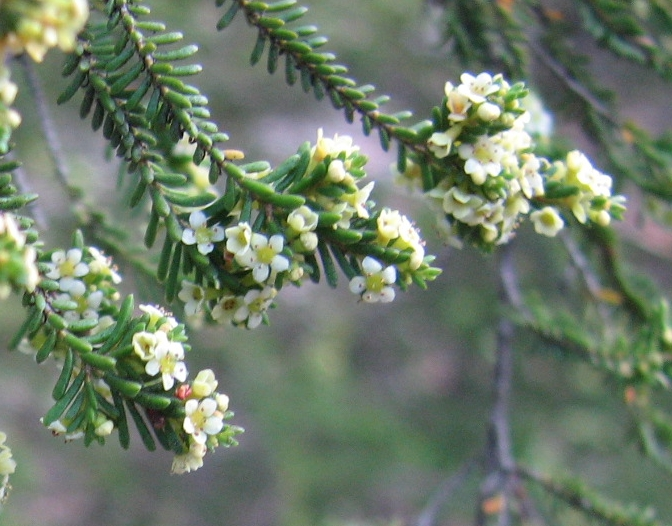
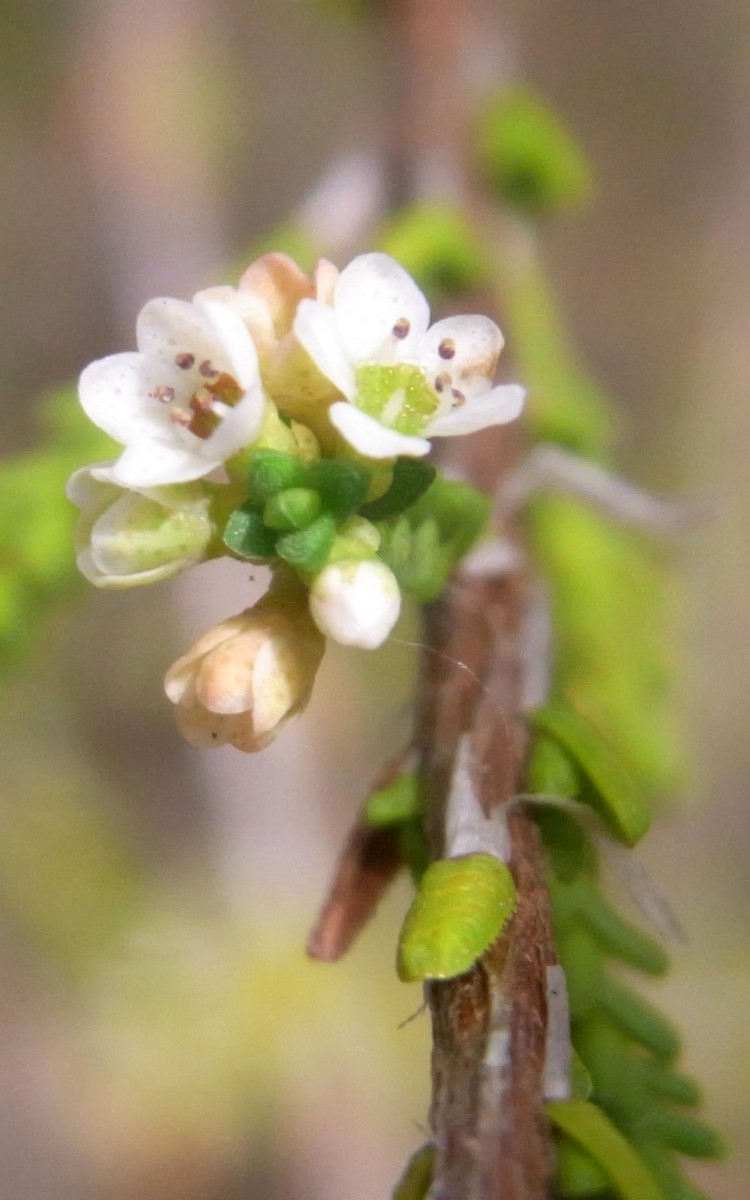

## Dottertaxa tillMicromyrtus, i alfabetisk ordning[1]
- Micromyrtus acuta
- Micromyrtus albicans
- Micromyrtus arenicola
- Micromyrtus barbata
- Micromyrtus blakelyi
- Micromyrtus capricornia
- Micromyrtus carinata
- Micromyrtus chrysodema
- Micromyrtus ciliata
- Micromyrtus clavata
- Micromyrtus collina
- Micromyrtus delicata
- Micromyrtus elobata
- Micromyrtus erichsenii
- Micromyrtus fimbrisepala
- Micromyrtus flaviflora
- Micromyrtus forsteri
- Micromyrtus gracilis
- Micromyrtus grandis
- Micromyrtus greeniana
- Micromyrtus helmsii
- Micromyrtus hexamera
- Micromyrtus hymenonema
- Micromyrtus imbricata
- Micromyrtus leptocalyx
- Micromyrtus littoralis
- Micromyrtus minutiflora
- Micromyrtus monotaxis
- Micromyrtus mucronulata
- Micromyrtus navicularis
- Micromyrtus ninghanensis
- Micromyrtus obovata
- Micromyrtus papillosa
- Micromyrtus patula
- Micromyrtus placoides
- Micromyrtus prochytes
- Micromyrtus racemosa
- Micromyrtus redita
- Micromyrtus rogeri
- Micromyrtus rotundifolia
- Micromyrtus rubricalyx
- Micromyrtus serrulata
- Micromyrtus sessilis
- Micromyrtus stenocalyx
- Micromyrtus striata
- Micromyrtus sulphurea
- Micromyrtus triptycha
- Micromyrtus trudgenii
- Micromyrtus uniovula
- Micromyrtus vernicosa